# نبوءة فرانكلين

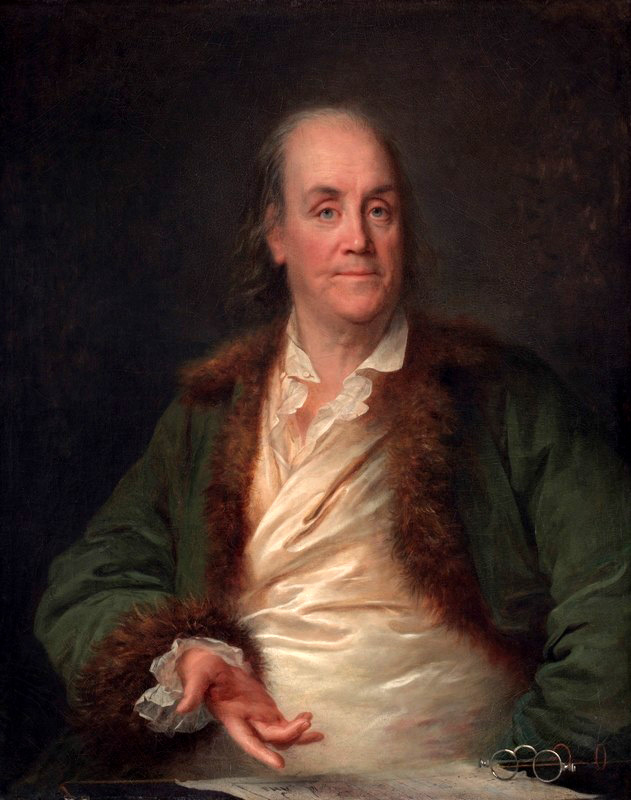

«نبؤة فرانكلين»، التي يطلق عليها رافضوها بـ«تزوير فرانكلين»، هي خطاب معادي سامية ينسب إلى بنيامين فرانكلين والذي يحذر من مخاطر قبول اليهود في الولايات المتحدة حديثة النشوء. يُعتقد أن من كتب الخطاب هو تشارلز كوتسورث بينكني خلال المؤتمر الدستوري المنعقد عام 1787. لا يوجد أي دليل عن وجوده في أي مصدر صادر قبل عام 1934 حين ظهر على صفحات كتاب وليام دادلي بيلي في مجلته الفيلق الفضي الموالية للنازية.

## الخطاب
ألقي الخطاب خلال عشاء مناقشة تم تسجيلها من قبل تشارلز كوتسورث بينكني خلال مؤتمر فيلادلفيا. والموضوع هو تقيم حجج ضد الهجرة اليهودية إلى الولايات المتحدة الحديثة التشكيل. النص على النحو التالي:

## مصداقيته
وفقا لبيلي، قام تشارلز كوتسورث بينكني بأنه احتفظ بنصوص الاجتماع، ولكن لم يتم العثور على أي دليل على وجود الخطاب مطبوعا. رفض معهد فرانكلين إدعاءات بينكني أنه يملك نسخة مخطوطة من الخطاب.

## استخدامه
على الرغم من عدم وجود مصداقية «للنبوءة» بشكل قاطع. إلا أنها تستعمل في الدعاية المعادية لليهود بشكل كبير وخاصة على الإنترنت حيث قدمت على أنها أصلية. في 18 فبراير عام 1998. قامت اللجنة المركزية لحركة فتح بإحياء هذه النبؤة وأشارت إلى فرانكلين على أنه الرئيس السابق للولايات المتحدة. استخدم أسامة بن لادن الخطاب لفترة وجيزة في تشرين الأول / أكتوبر 2002 من ضمن «رسالة إلى الشعب الأمريكي».

## وصلات خارجية
- "بنيامين فرانكلين بررت : التعرض فرانكلين 'نبوءة'". والمؤتمر اليهودي الأمريكي عام 1938 في مدينة نيويورك.
- اللحية، تشارلز أ (1935). "تشارلز أ اللحية يعرض المعادية للسامية التزوير عن بنجامين فرانكلين". الدوري على العمالة الفلسطينية في مدينة نيويورك.